# Бенкендорф (город в Германии)
Бенкендорф (нем. Behnkendorf) — община в Германии, в земле Мекленбург — Передняя Померания. 
Входит в состав района Северная Передняя Померания. Подчиняется управлению Мильцов.  Население составляет 387 человек (на 31 декабря 2006 года). Занимает площадь 19,05 км².